# Колумбија (Тенеси)
Колумбија (енгл. Columbia) град је у америчкој савезној држави Тенеси.

## Демографија
По попису из 2010. године број становника је 34.681, што је 1.626 (4,9%) становника више него 2000. године.
| Група             | 2000.          | 2010.          |
| Белци             | 24.049 (72,8%) | 24.038 (69,3%) |
| Афроамериканци    | 6.984 (21,1%)  | 7.205 (20,8%)  |
| Азијати           | 137 (0,4%)     | 267 (0,8%)     |
| Хиспаноамериканци | 1.554 (4,7%)   | 2.433 (7,0%)   |
| Укупно            | 33.055         | 34.681         |